# Synagogenbezirk Brilon
Der Synagogenbezirk Brilon mit Sitz in Brilon, heute eine Stadt im Hochsauerlandkreis in Nordrhein-Westfalen, war ein Synagogenbezirk, der nach dem Preußischen Judengesetz von 1847 geschaffen wurde.
Nachdem 1905 der Synagogenbezirk Bigge eingerichtet wurde, kamen die jüdischen Gemeinden in Bigge, Assinghausen und Olsberg vom Synagogenbezirk Brilon zum Synagogenbezirk Bigge.